# Moder (fiume)
La Moder è un fiume francese che scorre nel dipartimento del Basso Reno nella regione del Grande Est e che sfocia nel Reno.

## Geografia
Scende dalla sorgente di Moderfeld (Zittersheim) tra i rilievi boscosi dei Vosgi Settentrionali, dirigendosi ad est e bagnando Wingen-sur-Moder, dove riceve da sinistra lo Schuesselthalbaechen, ed Ingwiller, dove è ingrossato dalle acque del Meisenbach, un affluente di destra così come il Soultzbach poco a meridione. A Val-de-Moder vi confluisce il Rothbach da sinistra ed a Schweighouse-sur-Moder la Zinsel Settentrionale.
Subito dopo lambisce a nord il centro storico di Haguenau per proseguire verso sud-est, ricevendo a Bischwiller un altro tributario di nome Rothbach, o Rothbaechel, proveniente da destra. Sempre da destra arriva l’affluente maggiore, la Zorn, che alla confluenza supera in lunghezza la Moder stessa. In seguito il fiume corre parallelamente alla riva sinistra del Reno, pur seguendo un percorso sinuoso. Dopo aver bagnato Drusenheim e Stattmatten, si getta quindi nel Reno poco a sud di Beinheim.